# Tococa ciliata
Tococa ciliata är en tvåhjärtbladig växtart som beskrevs av José Jéronimo Triana. Tococa ciliata ingår i släktet Tococa och familjen Melastomataceae. Inga underarter finns listade i Catalogue of Life.